# Jules Godart
Pour les articles homonymes, voir Godart.

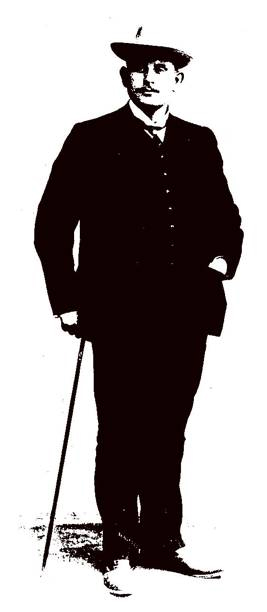
Jules Godart (1877-1909)

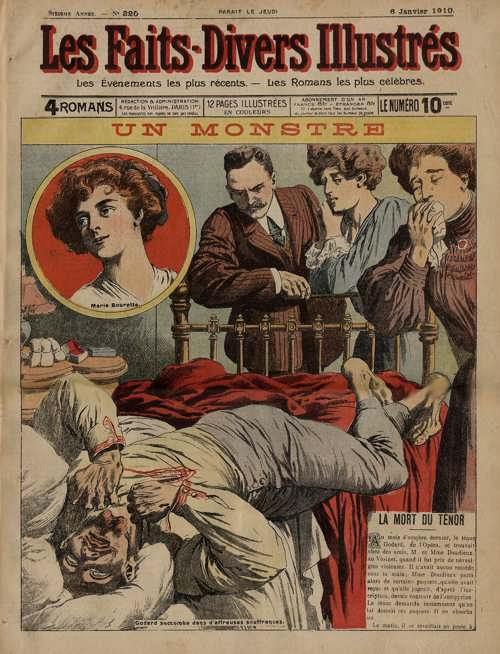
Godart meurt dans d'affreuses souffrances - Faits divers illustrés - 6 janvier 1910 - En médaillon, Marie Bourette

Jules Godart, né le 2 décembre 1877 à Quaregnon (Belgique) et mort empoisonné par Marie Bourette, le 22 octobre 1909 au Vésinet (France), est un chanteur lyrique belge. Il fut surnommé Le Grand Blond ou encore Le Doré.

## Biographie
Jules Godart est né le 2 décembre 1877. Repéré dans une chorale locale de Quaregnon, il fut formé aux conservatoires de Mons et de Bruxelles où il obtint un Premier Prix avec grande distinction.
Ténor à la voix riche et puissante, il chanta à Rennes, au Mans, à Rouen, à Marseille, à Genève et à l'Opéra de Paris. 
Il obtient le rôle principal dans Samson et Dalila (1907) et dans la Damnation de Faust (1908). En juin 1908, c'est la consécration à l'Opéra de Paris où il se produit dans les grands rôles wagnériens. 
Les critiques disent de lui:
« Monsieur Godart a une belle et forte voix; il est dommage qu'elle ne soit pas toujours d'une justesse absolue, chez lui le chanteur hésite encore; le comédien encore plus !  », G. Pioch, in Musica, mai 1909
« Monsieur Godart me paraît plus à son aise dans Samson que dans Lohengrin. Sa voix est fraîche et il articule bien, mais qu'il prenne donc de la justesse grands dieux !  », Comedia, octobre 1909

## Décès
Jules Godart mourut le 22 octobre 1909 au Vésinet (France) à l'âge de 31 ans, empoisonné par méprise par Marie Bourette. Il était alors en pleine ascension vers la gloire et venait de signer un contrat au Metropolitan Opera de New York.

### Circonstances de son décès
Jules Godart et son épouse étaient invités au Vésinet pour un repas et un meeting aérien. Le couple Doudieux, amis communs, était également de la partie.
À l'issue du repas, Jules Godart souffrait d'une violente migraine et présentait tous les symptômes d'une indigestion. Les Doudieux proposèrent aux Godart de loger chez eux pour leur éviter un pénible retour en train vers Paris. Durant la nuit, l'état du chanteur empira et la maîtresse de maison, éveillée par Madame Godart, lui remit deux cachets d'antipyrine. Au petit matin, Jules Godart est pris de spasmes, le médecin conclut toutefois à une indigestion et préconise une purgation. Dans l'après-midi, vers 16 heures, Jules Godart meurt dans d'atroces souffrances. Les époux Doudieux ne tardent pas à établir le lien avec Marie Bourette, ex-petite amie de Monsieur Doudieux, qui, éconduite, vouait au couple une haine tenace. Arrêtée en janvier 1910, elle sera condamnée aux travaux forcés à perpétuité le 13 juillet 1910 lorsqu'il fut démontré que les cachets d'antipyrine contenaient de la strychnine et de l'arsenic et avaient été préparés et envoyés par ses soins,.

## Reconnaissances
Une plaque commémorative est apposée sur la façade de l'Hôtel de ville de Quaregnon.